# Jeroen Van Nieuwenhove
Jeroen Van Nieuwenhove (Brussel, 5 juli 1968) is een Vlaams jurist en auteur. Hij is staatsraad bij de Raad van State.

## Biografie
Jeroen Van Nieuwenhove behaalde het diploma van licentiaat in de rechten aan de Katholieke Universiteit Leuven (1991) en studeerde via het ERASMUS-programma aan de Georg-August-Universität Göttingen in Duitsland (1990).
Van 1991 tot 1998 was hij assistent aan het Instituut voor Constitutioneel Recht van de KU Leuven en van 1994 tot 1998 adjunct-adviseur bij de dienst Juridische Zaken van de Senaat. In 1998 was hij adjunct-referendaris, van 1998 tot 2000 was hij adjunct-auditeur en van 2000 tot 2008 was hij auditeur bij de afdeling Wetgeving van de Raad van State. In 2008 werd hij staatsraad bij de afdeling Bestuursrechtspraak van de Raad van State en sinds 2012 is hij staatsraad bij de afdeling Wetgeving.
In 2019 verklaarde Van Nieuwenhove dat er onvoldoende magistraten zijn om de stroom van wetgeving te volgen. Hij merkte op dat het aantal adviesaanvragen sinds de jaren tachtig vervijfvoudigd is, maar dat het aantal staatsraden niet is gevolgd. Daardoor geeft de Raad soms geen of slechts een oppervlakkig advies. Nochtans is de kwaliteit van de wetgeving vaak ondermaats en zichtbaar het resultaat van haastwerk.
Hij is vrijwillig wetenschappelijk medewerker aan het Instituut voor Constitutioneel Recht sinds 1998. Sinds 1998 is hij redactielid van het Tijdschrift voor Wetgeving en sinds 2004 is hij secretaris en bestuurslid van het Interuniversitair Centrum voor Wetgeving. Van 2016 tot 2019 was hij voorzitter van de Federale Beroepscommissie voor de toegang tot milieu-informatie.
Van Nieuwenhove is tegenstander van het idee van een federale kieskring.
In 1997 ontving hij de VRG-Alumniprijs.